# CBDの日
CBDの日（シービーディーのひ）とは、麻由来の成分の一種であるカンナビジオール（略称CBD）を祝い盛り上げる目的で制定された記念日である。
アメリカにおいては8月8日、日本においては3月24日に制定されている。

## 各国における由来・起源
アメリカにおいては、cbdMDというCBD事業者が、カンナビジオールを盛り上げて認知度を向上させる目的で、2018年より8月8日がNational CBD Dayであるとして提唱し始めた。
日本においては、CBD部というCBD関連コミュニティが、同じく日本におけるCBDを盛り上げる目的で、2020年より3月24日がJapan CBD Dayであると提唱した。CBDの各文字をアルファベット順に並べた際に、それぞれCが3番目、Bが2番目、Dが4番目に来て324となることが由来である。

## 関連する記念日
マリファナデー（4月20日）
大麻を表す象徴的な数字である420が由来となり、4月20日はマリファナデーとして、世界中で祝われている。麻関連で最も認知度が高く重要な記念日である。
オイルデー（7月10日）
麻由来のカンナビノイド製品にはCBDオイルをはじめとしたオイル関連の製品も多いことから、麻関連のコミュニティではマリファナデーに次ぐ記念日としてオイルデーを祝っている。710を上下逆にした時に、OILとも読めることが由来である。